# إديسون توريس
إديسون توريس (بالإسبانية: Edison Torres)‏ هو مدرب كرة قدم ولاعب كرة قدم باراغواياني، ولد في 4 أبريل 1983 في انكارناسيون في باراغواي. لعب مع Deportivo Santaní ‏.

## وصلات خارجية
- إديسون توريس على موقع قاعدة بيانات كرة القدم.إي يو (الإنجليزية)
- إديسون توريس على موقع Soccerway.com (الإنجليزية)